# Mission spéciale au pays de la Lune
Pour plus de détails, voir Fiche technique et Distribution.
Mission spéciale au pays de la Lune (劇場版NARUTO-ナルト- 大興奮！みかづき島のアニマル騒動だってばよ, Dai Kōfun! Mikazuki Jima no Animaru Panikku Dattebayo!) est un film d'animation, adapté de l'anime Naruto de Masashi Kishimoto, réalisé par Toshiyuki Tsuru, sorti le 5 août 2006.
Les droits de distribution du film en français ont été acquis par Kana Video. Le film a été projeté en Belgique au Festival Anima 2009, et diffusé sur Game One le 7 juin 2009, en France.
Cet OAV se place chronologiquement après l'épisode 196: "Les larmes du combat".

## Synopsis
Naruto, Kakashi, Sakura et Lee sont envoyés en mission pour escorter Michiru Tsuki, un futur roi, ainsi que son fils Hikaru, durant leur voyage à travers le monde pour ensuite les ramener chez eux, au Pays de la Lune. Étant un pays très riche, le roi n'hésite pas à acheter tout ce qu'il voit, et lors de son voyage, il tombera sur un cirque qui possède un tigre à dents de sabre très rare et son fils veut le posséder à tout prix. Il achète alors le cirque entier. Plus tard, Michiru passe rendre visite à son ex-femme, Amayo, qui est également la mère d'Hikaru. Cette dernière le rejette, lui rétorquant qu'il n'a rien compris à la vie. Un soir, Naruto, ne supportant plus l'attitude du jeune garçon à son égard, le frappe, mais Sakura le punit. Pendant une tempête lors du voyage en bateau, Hikaru libère Châmu de sa cage et sauve Kiki, puis sera sauvé par Naruto. Reconnaissants, les deux animaux deviennent ses amis, tout comme Naruto, après que les deux garçons se soient mutuellement excusés, ainsi que Sakura et Lee.
Arrivés au pays de la Lune, l'équipe 7, Hikaru et Michiru découvrent que Shabadaba, un ancien ami de Kakeru, le père de Michiru et grand-père d'Hikaru, s'est emparé du trône, en plus d'avoir engagé Ishidate, Kongô et Karenbana pour assassiner Kakeru. Contraints de fuir, ils retrouvent le vieil homme qui a subi une pétrification et est condamné à mourir. Avant de s'éteindre, le père de Michiru raconte à Kakashi, ainsi qu'à son fils et petit-fils, ce qui s'est passé pendant leur absence et pourquoi Shabadaba s'est emparé du trône. Il fait promettre aux ninjas de Konoha de veiller sur Michiru et Hikaru.
Malheureusement, alors que l'équipe 7 combat les trois ninjas engagés, Michiru se fait kidnapper par ces ravisseurs et Shabadaba le pousse à se suicider par la pendaison. Les quatre ninjas de Konoha attaquent le palais, avec l'aide du cirque, pour sauver le futur roi. Lee se charge de Kongô, Sakura de Karenbana et Naruto d'Ishidate. Les deux Genin gagnent leur combat, mais Naruto a des difficultés face à son adversaire. Néanmoins, il permet à Hikaru de sauver son père. Aidé d'Hikaru, de Michiru (blessé à cause des attaques d'Ishidate) qui le porte sur ses épaules (le jeune ninja ayant une jambe pétrifié), Naruto se débarrasse de son adversaire avec un Rasengan. Kakashi ayant besoin de se reposer 15 jours, l'équipe 7 en profite pour rester au pays de la Lune et prendre des vacances bien mérités, puis rentrent à Konoha. Michiru devient le nouveau roi du pays de la Lune et comprend enfin ce que son ex-femme a voulu dire : il a désormais des choses importantes et précieuses à protéger.

## Fiche technique
- Titre original : 劇場版NARUTO-ナルト- 大興奮！みかづき島のアニマル騒動だってばよ
- Titre français : Mission spéciale au pays de la Lune
- Titre anglais : Naruto, the Movie 3: Guardians of the Crescent Moon Kingdom
- Réalisation : Toshiyuki Tsuru
- Scénario : Toshiyuki Tsuru, adapté du manga Naruto de Masashi Kishimoto
- Distribution : Tōhō
- Directeur artistique : Akira Nagasaki
- Musique : Toshio Masuda
- Société de production : Aniplex - Dentsu Inc. - Shueisha - Studio Pierrot - Tōhō - TV Tokyo
- Pays d'origine :  Japon
- Langue : japonais
- Format : Couleurs - 35 mm
- Genre : action - fantastique - comédie
- Durée : 95 minutes
- Dates de sortie : 
  - Japon : 5 août 2006
  - Belgique : 28 février 2009 (Festival Anima)[2]
  - France : 7 juin 2009 (Game One)

## Distribution (voix)
- Junko Takeuchi (VF : Carole Baillien) : Naruto Uzumaki
- Chie Nakamura (VF : Maia Baran) : Sakura Haruno
- Kazuhiko Inoue (VF : Lionel Bourguet) : Kakashi Hatake
- Kyousuke Ikeda (VF : Alessandro Bevilacqua) : Hikaru Tsuki
- Yoichi Masukawa (VF : Jean-Pierre Denuit) : Rock Lee
- Akio Ohtsuka (VF : Jean-Paul Clerbois) : Michiru Tsuki
- Hisao Egawa (VF : Tony Beck) : Kongô
- Kenji Hamada (VF : Martin Spinhayer) : Korega
- Haruhi Terada (VF : Julie Basecqz) : Karenbana
- Marika Hayashi (VF : Audrey d'Hulstère) : Amayo
- Masashi Sugawara (VF : Philippe Résimont) : Ishidate
- Umeji Sasaki (VF : Jean-Marc Delhausse) : Shabadaba
- Masako Katsuki (VF : Laurence César) : Tsunade

## Musique
Une compilation des musiques du film composées par Toshio Masuda est sortie au Japon le 23 août 2006 :

## Sortie DVD
Mission spéciale au pays de la Lune est sorti en DVD au Japon le 25 avril 2007, et en France chez Kana Home Video le 17 juin 2009.